# Zambion monodon
Zambion monodon är en stekelart som beskrevs av Dmitriy R. Kasparyan 1993. Zambion monodon ingår i släktet Zambion och familjen brokparasitsteklar. Inga underarter finns listade i Catalogue of Life.